# Secret Treaties
Albums de Blue Öyster Cult
Tyranny and Mutation
(1973) On Your Feet or on Your Knees
(1975)
Singles
1. Career of Evil
Sortie : octobre[2]
2. Flaming Telepaths
Sortie : 1974 [3]

Secret Treaties est le troisième album studio du groupe de hard rock américain Blue Öyster Cult. Il est sorti le 5 avril 1974 sur le label CBS Records en Europe et chez Columbia Records en Amérique du Nord. Il est produit par Murray Krugman et Sandy Pearlman.

## Historique
Cet album fut enregistré début 1974 à New York dans les studios de la maison de disque CBS Records. Si le groupe compose toutes les musiques, les textes sont signés principalement par Sandy Pearlman mais aussi par Richard Meltzer pour Cagey Cretins et Harvester of Eyes et Patti Smith, qui était à l'époque la petite amie d'Allen Lanier, pour le titre qui ouvre l'album Career of Evil.
La phrase écrite sur la pochette intérieure fait référence à un livre fictif, Origins of a World War de l'auteur lui aussi fictif Rossignol, dont l'un des personnages, Desdinova, est nommé dans la chanson Astronomy. La pochette représente le groupe posant devant l' avion allemand Messerschmitt Me 262, en référence à la chanson du même nom présente sur l'album.
Il se classa à la 53e place du Billboard 200 aux États-Unis où il sera certifié disque d'or en 1992. Il atteindra aussi la 54e place des charts canadiens du magazine RPM.
Astronomy a été réenregistré en 1988 par le groupe pour son disque Imaginos, et fit l'objet d'une reprise par Metallica sur son album de reprises sorti en 1998, Garage Inc.. Flaming Telepaths apparait sur la compilation Don't Fear the Reaper: The Best of Blue Öyster Cult, moins son intro à la boîte à musique.

## Liste des titres
Face 1
| No | Titre                    | Auteur                       | Chant              | Durée |
| -- | ------------------------ | ---------------------------- | ------------------ | ----- |
| 1. | Career of Evil           | Albert Bouchard, Patti Smith | A. Bouchard, Bloom | 3:59  |
| 2. | Subhuman                 | Eric Bloom, Sandy Pearlman   | Bloom              | 4:39  |
| 3. | Dominance and Submission | Bloom, A. Bouchard, Pearlman | A. Bouchard        | 5:23  |
| 4. | ME 262                   | Bloom, Pearlman, Buck Dharma | Bloom              | 4:48  |

Face 2
| No | Titre             | Auteur                               | Chant                           | Durée |
| -- | ----------------- | ------------------------------------ | ------------------------------- | ----- |
| 5. | Cagey Cretins     | A.Bouchard, Richard Meltzer          | A. Bouchard, J. Bouchard, Bloom | 3:16  |
| 6. | Harvester of Eyes | Bloom, Meltzer, Dharma               | Bloom                           | 4:42  |
| 7. | Flaming Telepaths | Bloom, A. Bouchard, Pearlman, Dharma | Bloom                           | 5:20  |
| 8. | Astronomy         | A. Bouchard, Joe Bouchard, Pearlman  | Bloom                           | 6:28  |

### Bonus réédition remasterisée 2001
| No  | Titre                                | Auteur                      | Chant              | Durée |
| --- | ------------------------------------ | --------------------------- | ------------------ | ----- |
| 9.  | Boorman the Chauffeur (Titre inédit) | J. Bouchard, Murrey Krugman | J. Bouchard        | 3:13  |
| 10. | Mommy (Titre inédit)                 | Bloom, Meltzer              | Bloom              | 3:32  |
| 11. | Mes Dames Sarat (Titre inédit)       | Allen Lanier                | Bloom              | 4:07  |
| 12. | Born to Be Wild (Single B-side)      | Mars Bonfire                | Bloom              | 3:40  |
| 13. | Career of Evil (Single version)      | A. Bouchard, Smith          | A. Bouchard, Bloom | 3:00  |